# Proctophanes caldwellensis
Proctophanes caldwellensis är en skalbaggsart som beskrevs av Zdzisława Stebnicka och Henry Fuller Howden 1995. Proctophanes caldwellensis ingår i släktet Proctophanes och familjen Aphodiidae. Inga underarter finns listade i Catalogue of Life.